# Healy Lake (Alaska)
Healy Lake (Tanacross: Mendees Cheeg) ist ein Ort und ein census-designated place (CDP) in der Southeast Fairbanks Census Area in Alaska in den Vereinigten Staaten. Das U.S. Census Bureau hatte bei der Volkszählung 2020 eine Einwohnerzahl von 24 ermittelt.

## Geographie
Healy Lake befindet sich im oberen Tanana Valley am rechten nördlichen Flussufer des Tanana River 48 km östlich von Delta Junction. Das 344 m hoch gelegene Dorf liegt am nordöstlichen Ufer des gleichnamigen Sees. Östlich von Healy Lake befindet sich der Flugplatz Healy Lake (IATA-Code: HKB). Der Ort ist nicht an das Straßennetz von Alaska angebunden. Er ist nur auf dem Luftweg oder per Boot über die Flüsse Tanana River und Healy River erreichbar.
Das CDP-Gebiet reicht im Westen bis zur Flussmündung des Healy River in den Tanana River. Der Flusslauf des Volkmar River begrenzt das CDP-Gebiet im Norden. Das CDP-Gebiet umfasst den See Healy Lake. Der Flusslauf des Healy River oberhalb und unterhalb des Healy Lake begrenzt das CDP-Gebiet im Süden. Die Längsausdehnung des CDP-Gebietes in Ost-West-Richtung beträgt knapp 20 km. Am gegenüberliegenden Flussufer des Tanana River befindet sich das Deltana CDP.

## Geschichte
Healy Lake ist ein hauptsächlich von Athabasken bewohntes Dorf. Etwa eine Meile entfernt befand sich das Vorgängerdorf „Old Healy Lake Village“ (Teyh Ch’ets’edze). Healy Lake erschien erstmals beim Zensus 1980 als ein census-designated place. Bei Healy Lake befindet sich ein archäologischer Fundort, der schon vor 14.000 Jahren von Menschen bewohnt wurde.

## Demografie
Zum Zeitpunkt der Volkszählung im Jahre 2020 (U.S. Census 2020) hatte Healy Lake 24 Einwohner auf einer Landfläche von 172,91 km². Von den Einwohnern waren einer weiß, einer afrikanisch-amerikanischer sowie 20 amerikanisch-indianischer Abstammung. Beim Zensus 2000 wurde eine Einwohnerzahl von 37 ermittelt, beim Zensus 2010 war die Zahl 13.